# جاگواراچو
جاگواراچو (به پرتغالی: Jaguaraçu) یک منطقهٔ مسکونی در برزیل است که در میناز ژرایس واقع شده‌است. جاگواراچو ۳٬۱۴۲ نفر جمعیت دارد.